# Зловеща семейна история
„Зловеща семейна история“ (на английски: American Horror Story) е американски сериал на ужасите. Излъчването му започва на 5 октомври 2011 г. Сериалът е структуриран като антология – всеки сезон разказва отделна история.
Деветият сезон на сериала, озаглавен „1984“, е излъчен премиерно на 18 септември 2019 г. Действието на продукцията се развива в летен лагер, чиито посетители са тероризирани от сериен убиец.

## Сезони
| № | Сезон                | Епизоди | Премиера             | Финал               |
| - | -------------------- | ------- | -------------------- | ------------------- |
| 1 | Къща за убийства     | 12      | 5 октомври 2011 г.   | 21 декември 2011 г. |
| 2 | Лудница              | 13      | 17 октомври 2012 г.  | 23 януари 2013 г.   |
| 3 | Свърталище на вещици | 13      | 9 октомври 2013 г.   | 29 януари 2014 г.   |
| 4 | Фрийк шоу            | 13      | 8 октомври 2014 г.   | 21 януари 2015 г.   |
| 5 | Хотел                | 12      | 7 октомври 2015 г.   | 13 януари 2016 г.   |
| 6 | Роаноук              | 10      | 14 септември 2016 г. | 16 ноември 2016 г.  |
| 7 | Секта                | 11      | 5 септември 2017 г.  | 14 ноември 2017 г.  |
| 8 | Апокалипсис          | 10      | 12 септември 2018 г. | 14 ноември 2018 г.  |
| 9 | 1984                 | 9       | 18 септември 2019 г. | 20 ноември 2019 г.  |

## „Зловеща семейна история“ в България
В България сериалът започва на 7 ноември 2011 г. по Fox Life всеки понеделник от 22:50 като за последно е излъчен шести епизод на 12 декември. От 9 януари 2012 г. продължава от седми епизод всеки понеделник от 23:00 и приключва на 13 февруари.
Сериалът започва излъчване и по Fox от първи сезон на 15 октомври 2012 г. от вторник до събота от 00:00. Втори сезон започва премиерно на 28 ноември 2012 г., всяка сряда от 22:40 и приключва на 20 февруари. Трети сезон започва на 10 декември 2013 г. с разписание всеки вторник от 23:05. Излъчени са два епизода до 17 декември (заради празниците), като вторият е излъчен със закъснение (от 23:23). Сезонът продължава от 7 януари 2014 г., всеки вторник вече от 23:30 като е прекъснат отново на 11 февруари. Последните шест епизода от сезона започват да се излъчват от 8 април 2014 г., всеки вторник от 23:40 до 13 май. На 10 февруари 2015 г. започва четвърти сезон с разписание от вторник до четвъртък от 23:45 и приключва на 10 март. На 15 февруари 2016 г. започва пети сезон с разписание от понеделник до четвъртък от 23:55.
Дублажът е на студио Доли. Ролите се озвучават от артистите Ирина Маринова, Десислава Знаменова, Таня Димитрова, Светозар Кокаланов в първи, трети, четвърти и пети сезон, Александър Воронов във втори, Станислав Димитров в първи и втори, Николай Николов в трети, Росен Плосков в четвърти и първите четири епизода от пети, Чавдар Монов от пети до осми епизод на пети сезон и Илиян Пенев в девети до дванайсети епизод на пети сезон. От четвърти до седми епизод на четвърти сезон Знаменова е заместена от Татяна Захова.
Сезоните след „Хотел“ все още не са излъчени в България.